# Фонтова, Умберто
Умберто Фонтова (исп. и англ. Humberto Fontova; род. 1954, Гавана, Куба) — кубинско-американский прозаик и историк, магистр латиноамериканских исследований, автор  биографий и воспоминаний.

## Биография
В 1961 году, после неудавшейся интервенции в заливе Свиней, отец Фонтовы был арестован и заключён вместе с подпольщиками, поддержавшими наёмников. Семья Фонтовы из 5 человек бежала в США, где поселилась в Новом Орлеане. Через 3 месяца отец был выпущен из заключения и воссоединился с семьей. Фонтова получил степень магистра латиноамериканских исследований в Туланском университете.

## Творчество
Фонтова известен как автор пособий и статей по вопросам охоты и рыбалки в южной части США.
Также его перу принадлежат две книги: критическая биография Фиделя Кастро и его сторонников в Соединённых Штатах (англ. Fidel: Hollywood's Favorite Tyrant). 17 апреля 2007 года Фонтова издал книгу под названием «Разоблачая реального Че Гевару и тех полезных дурачков, что поклоняются ему» (англ. Exposing the Real Che Guevara and the Useful Idiots Who Idolize Him). Он часто пишет право-консервативные статьи, горячо поддерживал президента Джорджа Буша. Он — частый гость «Glenn Beck Program» и ток-шоу на канале Fox News.

## Книги
- The Hellpig Hunt: A Hunting Adventure in the Wild Wetlands at the Mouth of the Mississippi River by Middle Aged Lunatics Who Refuse to Grow Up (ISBN 1590770099)
- The Helldivers' Rodeo: A Deadly, X-Treme, Scuba-Diving, Spearfishing, Adventure Amid the Off Shore Oil Platforms in the Murky Waters of the Gulf of Mexico (ISBN 0871319365)
- Exposing the Real Che Guevara: And the Useful Idiots Who Idolize Him. Publisher: Sentinel, 2007 ISBN 1595230270 ISBN 978-1595230270
- Fidel: Hollywood’s Favorite Tyrant. Regnery Publishing, Inc, 2005 ISBN 0895260433 ISBN 978-0895260437